# Herb Dolnej Saksonii

Herb Dolnej Saksonii

Herb Dolnej Saksonii – jeden z symboli kraju związkowego Dolna Saksonia.
Herb w formie hiszpańskiej tarczy herbowej o proporcji szerokości do wysokości 6:7, na tarczy w polu czerwonym rumak biały skaczący, zwrócony w prawo.
Pierwotna ustawa dotycząca wzoru herbu weszła w życie 13 października 1952 roku (Niedersächsischen Gesetz- und Verordnungsblatt z 13.10.1952, s.169), nowa obowiązuje od 1 czerwca 2007.

## Symbolika herbu
- kolory 
  - czerwień – symbolizuje energię, młodość i pomyślność
  - biel (jest to jeden z nielicznych przypadków, gdy barwa biała w heraldyce nie odzwierciedla metalicznego srebra lecz właściwą biel) – symbolizuje solarne światło, żywotność, piękno i ciągłość życia. Rozumiana też jako personifikacja myśli przewodnich, pokonywania trudności i szlachetności.
- koń – w kulturze ludowej konie uważa się za obdarzone magicznymi mocami i darem przewidywania przyszłości.

## Historyczne herby współczesnego obszaru kraju związkowego

Księstwo Brunszwiku i Lüneburga 1692–1814
Królestwo Hanoweru 1814–1866
Wielkie Księstwo Oldenburga 1815-1918
Hanower prowincja pruska 1866-1946
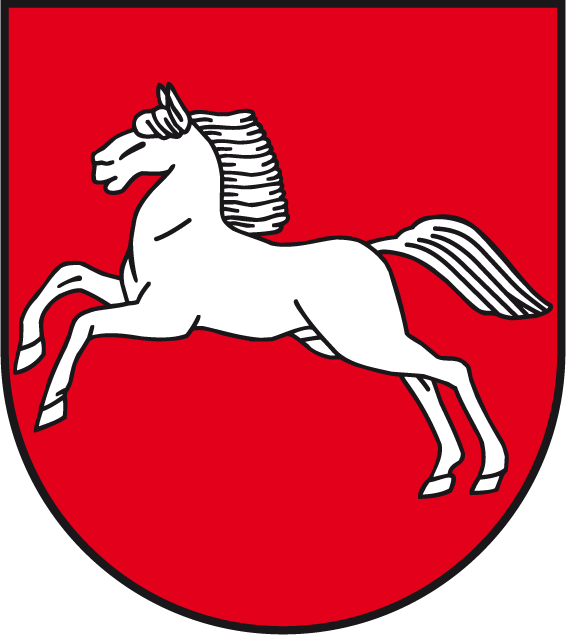
Herb Wolnego Państwa Brunszwik 1922–1946